# Lista de telenovelas internacionais da SIC
A SIC transmite várias telenovelas brasileiras e turcas, e transmitiu outras telenovelas venezuelanas, argentinas e uruguaias. Aqui está a lista dessas telenovelas transmitidas pela SIC.
|  | Telenovelas terminadas |
|  | Telenovelas futuras    |
|  | Telenovelas presentes  |
|  | Últimos episódios      |

## Telenovelas brasileiras

### Decada de 1990
| Ano  | Título               | Estreia                 | Final                   | Episódios |
| ---- | -------------------- | ----------------------- | ----------------------- | --------- |
| 1992 | Plumas e Lantejoulas | 6 de outubro de 1992    | 29 de janeiro de 1993   | 100       |
| 1992 | Teresa Batista       | 6 de outubro de 1992    | 23 de outubro de 1992   | —         |
| 1992 | O Portador           | 26 de outubro de 1992   | 4 de dezembro de 1992   | —         |
| 1992 | De Corpo e Alma      | 16 de novembro de 1992  | 16 de julho de 1993     | 175       |
| 1993 | Gente Fina           | 1 de fevereiro de 1993  | 2 de julho de 1993      | —         |
| 1993 | Anos Rebeldes        | 7 de junho de 1993      | 9 de julho de 1993      | —         |
| 1993 | Roque Santeiro       | 5 de julho de 1993      | 21 de janeiro de 1994   | —         |
| 1993 | Retrato de Mulher    | 11 de julho de 1993     | 23 de julho de 1993     | —         |
| 1993 | Renascer             | 19 de julho de 1993     | 25 de fevereiro de 1994 | —         |
| 1994 | Mulheres de Areia    | 17 de janeiro de 1994   | 15 de outubro de 1994   | 234       |
| 1994 | O Salvador da Pátria | 24 de janeiro de 1994   | 1 de junho de 1994      | —         |
| 1994 | Paraíso              | 14 de fevereiro de 1994 | 12 de agosto de 1994    | 130       |
| 1994 | Tropicaliente        | 1 de agosto de 1994     | 3 de março de 1995      | —         |
| 1994 | Sonho Meu            | 14 de agosto de 1994    | 31 de dezembro de 1994  | —         |
| 1994 | O Mapa da Mina       | 29 de agosto de 1994    | 24 de dezembro de 1994  | 102       |
| 1994 | A Viagem             | 12 de setembro de 1994  | 4 de fevereiro de 1995  | 120       |
| 1994 | Olho no Olho         | 12 de outubro de 1994   | 14 de abril de 1995     | 132       |
| 1995 | Vidas Cruzadas       | 1 de janeiro de 1995    | 28 de maio de 1995      | 148       |
| 1995 | Irmãos Coragem       | 23 de janeiro de 1995   | 17 de julho de 1995     | 151       |
| 1995 | Quatro por Quatro    | 6 de março de 1995      | 21 de outubro de 1995   | 192       |
| 1995 | Tieta                | 29 de maio de 1995      | 27 de outubro de 1995   | 121       |
| 1995 | Escrava Isaura       | 12 de junho de 1995     | 21 de julho de 1995     | 30        |
| 1995 | A Próxima Vítima     | 17 de julho de 1995     | 19 de janeiro de 1996   | 151       |
| 1995 | História de Amor     | 7 de outubro de 1995    | 6 de setembro de 1996   | 121       |
| 1995 | Sinhá Moça           | 9 de outubro de 1995    | 6 de janeiro de 1996    | 65        |
| 1995 | Felicidade           | 23 de outubro de 1995   | 5 de abril de 1996      | 120       |
| 1995 | Cara & Coroa         | 30 de outubro de 1995   | 23 de abril de 1996     | 146       |
| 1996 | Explode Coração      | 8 de janeiro de 1996    | 12 de julho de 1996     | 130       |
| 1996 | Renascer             | 8 de janeiro de 1996    | 9 de agosto de 1996     | 150       |
| 1996 | Malhação             | 30 de março de 1996     | 2 de fevereiro de 1997  | —         |
| 1996 | Guerra dos Sexos     | 8 de abril de 1996      | 18 de outubro de 1996   | 140       |
| 1996 | Quem é você          | 24 de abril de 1996     | 18 de outubro de 1996   | 128       |
| 1996 | Vira-lata            | 15 de julho de 1996     | 21 de março de 1997     | 109       |
| 1996 | De Corpo e Alma      | 12 de agosto de 1996    | 4 de abril de 1997      | 165       |
| 1996 | O Fim do Mundo       | 13 de outubro de 1996   | 5 de janeiro de 1997    | 26        |
| 1996 | O Rei do Gado        | 9 de setembro de 1996   | 12 de abril de 1997     | 192       |
| 1996 | Anjo de Mim          | 21 de outubro de 1996   | 2 de maio de 1997       | 145       |
| 1997 | Salsa e Merengue     | 6 de janeiro de 1997    | 3 de maio de 1998       | —         |
| 1997 | Tocaia Grande        | 3 de março de 1997      | 31 de outubro de 1997   | —         |
| 1997 | Mulheres de Areia    | 7 de abril de 1997      | 30 de janeiro de 1998   | 200       |
| 1997 | A Indomada           | 14 de abril de 1997     | 21 de novembro de 1997  | 165       |
| 1997 | O Amor Está no Ar    | 5 de maio de 1997       | 7 de novembro de 1997   | 120       |
| 1997 | Por Amor             | 10 de novembro de 1997  | 17 de julho de 1998     | 180       |
| 1997 | Anjo Mau             | 10 de novembro de 1997  | 14 de maio de 1998      | 135       |
| 1997 | Sonho Meu            | 18 de agosto de 1997    | 31 de outubro de 1997   | 115       |
| 1998 | Baila Comigo         | 27 de abril de 1998     | 26 de junho de 1998     | —         |
| 1998 | Vidas Cruzadas       | 4 de maio de 1998       | 4 de setembro de 1998   | —         |
| 1998 | Corpo Dourado        | 9 de maio de 1998       | 29 de dezembro de 1998  | 132       |
| 1998 | Era Uma Vez          | 18 de maio de 1998      | 13 de novembro de 1998  | 30        |
| 1998 | Torre de Babel       | 20 de julho de 1998     | 16 de abril de 1999     | —         |
| 1998 | Pecado Capital       | 16 de novembro de 1998  | 4 de junho de 1999      | 135       |
| 1999 | Meu Bem Querer       | 4 de janeiro de 1999    | 9 de julho de 1999      | 135       |
| 1999 | Suave Veneno         | 5 de abril de 1999      | 19 de novembro de 1999  | 165       |
| 1999 | Zazá                 | 26 de abril de 1999     | 12 de dezembro de 1999  | 145       |
| 1999 | Andando nas Nuvens   | 7 de junho de 1999      | 12 de janeiro de 2000   | 160       |
| 1999 | Força de um Desejo   | 12 de julho de 1999     | 25 de fevereiro de 2000 | 160       |
| 1999 | Terra Nostra         | 15 de novembro de 1999  | 14 de julho de 2000     | 178       |
| 1999 | Chiquinha Gonzaga    | 1999                    | 1999                    | —         |

### Década de 2000
| Ano  | Título                                   | Estreia                 | Final                   | Episódios |
| ---- | ---------------------------------------- | ----------------------- | ----------------------- | --------- |
| 2000 | Vila Madalena                            | 29 de janeiro de 2000   | 28 de julho de 2000     | —         |
| 2000 | Esplendor                                | 27 de março de 2000     | 22 de julho de 2000     | 105       |
| 2000 | New Wave 2000                            | 26 de junho de 2000     | 16 de setembro de 2001  | 335       |
| 2000 | New Wave 2001                            | 17 de setembro de 2001  | 13 de novembro de 2002  | 405       |
| 2000 | New Wave 2002                            | 14 de novembro de 2002  | 7 de maio de 2003       | 185       |
| 2000 | Laços de Família                         | 10 de julho de 2000     | 9 de março de 2001      | —         |
| 2000 | Uga Uga                                  | 2000                    | 2001                    | —         |
| 2000 | O Cravo e a Rosa                         | 31 de julho de 2000     | 28 de abril de 2001     | —         |
| 2000 | Aquarela do Brasil                       | 4 de setembro de 2000   | 2000                    | —         |
| 2000 | História de Amor                         | 2000                    | 2000                    | —         |
| 2001 | Chiquinha Gonzaga                        | 2001                    | 2001                    | —         |
| 2001 | Engraçadinha, Seus Amores e Seus Pecados | 2001                    | 2001                    | —         |
| 2001 | A Viagem                                 | 2001                    | 2001                    | —         |
| 2001 | A Próxima Vítima                         | 2001                    | 2002                    | —         |
| 2001 | Porto dos Milagres                       | 5 de março de 2001      | 30 de novembro de 2001  | —         |
| 2001 | Um Anjo Caiu do Céu                      | 2001                    | 2001                    | —         |
| 2001 | Estrela-Guia                             | 30 de abril de 2001     | 2001                    | —         |
| 2001 | A Padroeira                              | 3 de setembro de 2001   | 2002                    | —         |
| 2001 | O Clone                                  | 3 de dezembro de 2001   | 13 de setembro de 2002  | —         |
| 2001 | As Filhas da Mãe                         | 6 de outubro de 2001    | 2001                    | —         |
| 2001 | New Wave-Vagabanda                       | 11 de janeiro de 2005   | 11 de dezembro de 2006  | 425       |
| 2002 | Desejos de Mulher                        | 11 de março de 2002     | 2002                    | —         |
| 2002 | Coração de Estudante                     | 15 de abril de 2002     | 22 de novembro de 2002  | —         |
| 2002 | Esperança                                | 1 de setembro de 2002   | 5 de abril de 2003      | —         |
| 2002 | O Beijo do Vampiro                       | 11 de novembro de 2002  | 9 de setembro de 2003   | —         |
| 2003 | Sabor da Paixão                          | 6 de janeiro de 2003    | 2003                    | —         |
| 2003 | Mulheres Apaixonadas                     | 7 de abril de 2003      | 11 de dezembro de 2003  | —         |
| 2003 | Kubanacan                                | 29 de junho de 2003     | 22 de maio de 2004      | —         |
| 2003 | Agora É que São Elas                     | 8 de setembro de 2003   | 2004                    | —         |
| 2003 | Celebridade                              | 8 de dezembro de 2003   | 7 de outubro de 2004    | 227       |
| 2003 | A Casa das Sete Mulheres                 | 10 de fevereiro de 2003 | 24 de abril de 2003     | —         |
| 2003 | O Quinto dos Infernos                    | 2003                    | 2003                    | —         |
| 2003 | As Filhas da Mãe                         | 2003                    | 2003                    | —         |
| 2004 | Chocolate com Pimenta                    | 12 de janeiro de 2004   | 13 de setembro de 2004  | 207       |
| 2004 | Da Cor do Pecado                         | 29 de março de 2004     | 1 de fevereiro de 2005  | 216       |
| 2004 | Senhora do Destino                       | 13 de setembro de 2004  | 3 de junho de 2005      | 224       |
| 2004 | Gabriela                                 | 8 de novembro de 2004   | 2005                    | —         |
| 2004 | Cabocla                                  | 11 de outubro de 2004   | 22 de abril de 2005     | 146       |
| 2005 | Começar de Novo                          | 2 de fevereiro de 2005  | 2005                    | —         |
| 2005 | Como uma Onda                            | 25 de abril de 2005     | 13 de setembro de 2005  | 123       |
| 2005 | Chocolate com Pimenta                    | 16 de maio de 2005      | 2005                    |           |
| 2005 | América                                  | 6 de junho de 2005      | 10 de dezembro de 2005  | 170       |
| 2005 | Alma Gémea                               | 25 de julho de 2005     | 14 de abril de 2006     | 199       |
| 2005 | A Lua Disse-me                           | 14 de setembro de 2005  | 2006                    | —         |
| 2005 | Belíssima                                | 30 de novembro de 2005  | 31 de agosto de 2006    | 217       |
| 2005 | Laços de Família                         | 2005                    | 2005                    | —         |
| 2006 | Sinhá Moça                               | 17 de abril de 2006     | 14 de dezembro de 2006  | 163       |
| 2006 | Cobras & Lagartos                        | 10 de julho de 2006     | 29 de dezembro de 2006  | 144       |
| 2006 | Bang Bang                                | 19 de setembro de 2006  | 2007                    | —         |
| 2006 | O Profeta                                | 23 de outubro de 2006   | 20 de julho de 2007     | —         |
| 2006 | Páginas da Vida                          | 26 de dezembro de 2006  | 19 de julho de 2007     | 196       |
| 2007 | Pé na Jaca                               | 8 de janeiro de 2007    | 31 de agosto de 2007    | —         |
| 2007 | Paraíso Tropical                         | 16 de abril de 2007     | 9 de novembro de 2007   | 179       |
| 2007 | Eterna Magia                             | 4 de julho de 2007      | 11 de janeiro de 2008   | —         |
| 2007 | Duas Caras                               | 5 de novembro de 2007   | 4 de julho de 2008      | —         |
| 2008 | Desejo Proibido                          | 14 de janeiro de 2008   | 6 de junho de 2008      | —         |
| 2008 | Sete Pecados                             | 14 de janeiro de 2008   | 8 de agosto de 2008     | —         |
| 2008 | Terra Nostra                             | 14 de janeiro de 2008   | 2008                    | —         |
| 2008 | Beleza Pura                              | 19 de maio de 2008      | 30 de janeiro de 2009   | —         |
| 2008 | Ciranda de Pedra                         | 2 de junho de 2008      | 2008                    | —         |
| 2008 | A Favorita                               | 23 de junho de 2008     | 20 de fevereiro de 2009 | 206       |
| 2008 | O Cravo e a Rosa                         | 8 de novembro de 2008   | 2009                    | 154       |
| 2009 | Três Irmãs                               | 5 de janeiro de 2009    | 12 de setembro de 2009  | —         |
| 2009 | Caminho das Índias                       | 16 de fevereiro de 2009 | 9 de outubro de 2009    | 170       |
| 2009 | Mulheres Apaixonadas                     | 22 de junho de 2009     | 12 de março de 2010     | —         |
| 2009 | Paraíso                                  | 14 de setembro de 2009  | 9 de abril de 2010      | 153       |
| 2009 | Viver a Vida                             | 21 de setembro 2009     | 2 de junho de 2010      | 180       |

### Década de 2010
| Ano  | Título                     | Estreia                 | Final                  | Episódios |
| ---- | -------------------------- | ----------------------- | ---------------------- | --------- |
| 2010 | A Armadilha                | 8 de março de 2010      | 8 de outubro de 2010   | 135       |
| 2010 | Caras & Bocas              | 29 de março de 2010     | 10 de dezembro de 2010 | 221       |
| 2010 | Passione                   | 23 de maio de 2010      | 7 de maio de 2011      | 259       |
| 2010 | Negócio da China           | 13 de setembro de 2010  | 2011                   | 135       |
| 2010 | Escrito nas Estrelas       | 12 de outubro de 2010   | 21 de abril de 2011    | 192       |
| 2010 | Ti Ti Ti                   | 13 de dezembro de 2010  | 16 de setembro de 2011 | 204       |
| 2011 | Alma Gémea                 | 3 de janeiro de 2011    | 4 de novembro de 2011  | 208       |
| 2011 | Araguaia                   | 21 de março de 2011     | 11 de novembro de 2011 | 200       |
| 2011 | Morde & Assopra            | 5 de setembro de 2011   | 22 de junho de 2012    | 220       |
| 2011 | Insensato Coração          | 31 de outubro de 2011   | 28 de setembro de 2012 | 239       |
| 2012 | Fina Estampa               | 21 de maio de 2012      | 15 de março de 2013    | 199       |
| 2012 | O Astro                    | 2 de julho de 2012      | 21 de setembro 2012    | 90        |
| 2012 | Gabriela                   | 10 de setembro de 2012  | 20 de janeiro de 2013  | 90        |
| 2012 | Avenida Brasil             | 24 de setembro de 2012  | 6 de setembro de 2013  | 245       |
| 2012 | Páginas da Vida            | 17 de dezembro de 2012  | 11 de outubro de 2013  | 237       |
| 2013 | Cheias de Charme           | 25 de fevereiro de 2013 | 20 de setembro de 2013 | 199       |
| 2013 | Amor à Vida                | 2 de setembro de 2013   | 24 de outubro de 2014  | 295       |
| 2013 | Sangue Bom                 | 9 de setembro de 2013   | 2 de maio de 2014      | 197       |
| 2013 | A Guerreira                | 23 de setembro de 2013  | 8 de agosto de 2014    | 155       |
| 2013 | Senhora do Destino         | 7 de outubro de 2013    | 14 de novembro de 2014 | 237       |
| 2014 | Em Família                 | 31 de março de 2014     | 21 de novembro de 2014 | 140       |
| 2014 | O Rebu                     | 28 de julho de 2014     | 19 de setembro de 2014 | 45        |
| 2014 | Lado a Lado                | 8 de setembro de 2014   | 20 de março de 2015    | 202       |
| 2014 | Império                    | 13 de outubro de 2014   | 2 de outubro de 2015   | 250       |
| 2014 | Duas Caras                 | 10 de novembro de 2014  | 30 de outubro de 2015  | 199       |
| 2014 | Alto Astral                | 24 de novembro de 2014  | 2 de outubro de 2015   | 195       |
| 2015 | Babilónia                  | 6 de abril de 2015      | 22 de janeiro de 2016  | 135       |
| 2015 | A Regra do Jogo            | 21 de setembro de 2015  | 3 de junho de 2016     | 135       |
| 2016 | I Love Paraisópolis        | 25 de janeiro de 2016   | 28 de setembro de 2016 | 194       |
| 2016 | Verdades Secretas          | 6 de junho de 2016      | 4 de setembro de 2016  | 90        |
| 2016 | Liberdade, Liberdade       | 5 de setembro de 2016   | 18 de novembro de 2016 | 69        |
| 2016 | Sassaricando: Haja Coração | 5 de setembro de 2016   | 12 de abril de 2017    | 199       |
| 2016 | A Lei do Amor              | 14 de novembro de 2016  | 9 de junho de 2017     | 195       |
| 2017 | Novo Mundo                 | 17 de abril de 2017     | 7 de outubro de 2017   | 145       |
| 2017 | A Força do Querer          | 5 de junho de 2017      | 2 de fevereiro de 2018 | 212       |
| 2018 | O Outro Lado do Paraíso    | 15 de janeiro de 2018   | 2 de setembro de 2018  | 228       |
| 2018 | Segundo Sol                | 3 de setembro de 2018   | 3 de junho de 2019     | 190       |
| 2018 | Gabriela                   | 8 de outubro de 2018    | 11 de janeiro de 2019  | 85        |
| 2019 | Avenida Brasil             | 2 de janeiro de 2019    | 31 de outubro de 2019  | 214       |
| 2019 | A Dona do Pedaço           | 3 de junho de 2019      | 29 de março de 2020    | 213       |
| 2019 | Amor à Vida                | 21 de outubro de 2019   | 4 de novembro de 2020  | 262       |

### Década de 2020
| Ano  | Título                  | Estreia                 | Final                  | Episódios |
| ---- | ----------------------- | ----------------------- | ---------------------- | --------- |
| 2020 | Amor de Mãe I           | 16 de março de 2020     | 28 de agosto de 2020   | 135       |
| 2020 | Êta Mundo Bom!          | 27 de julho de 2020     | 24 de maio de 2021     | 205       |
| 2020 | Totalmente Demais       | 24 de agosto de 2020    | 21 de março de 2021    | 196       |
| 2020 | Viver a Vida            | 2 de novembro de 2020   | 8 de outubro de 2021   | 232       |
| 2021 | Tempo de Amar           | 15 de fevereiro de 2021 | 26 de novembro de 2021 | 205       |
| 2021 | Orgulho e Paixão        | 17 de maio de 2021      | 2 de março de 2022     | 198       |
| 2021 | Bom Sucesso             | 20 de setembro de 2021  | 29 de abril de 2022    | 197       |
| 2021 | Fina Estampa            | 27 de setembro de 2021  | 10 de janeiro de 2023  | 305       |
| 2022 | Amor de Mãe II          | 3 de janeiro de 2022    | 22 de março de 2022    | 66        |
| 2022 | Amor Eterno Amor        | 1 de fevereiro de 2022  | 20 de janeiro de 2023  | 229       |
| 2022 | Pantanal                | 2 de maio de 2022       | 21 de julho de 2023    | 320       |
| 2022 | Um Lugar ao Sol         | 25 de julho de 2022     | 8 de julho de 2023     | 251       |
| 2023 | Cheias de Charme        | 9 de janeiro de 2023    | 2 de outubro de 2023   | 198       |
| 2023 | Flor do Caribe          | 20 de fevereiro de 2023 | 23 de outubro de 2023  | 155       |
| 2023 | Morde & Assopra         | 4 de setembro de 2023   | 5 de julho de 2024     | 212       |
| 2023 | Travessia               | 4 de setembro de 2023   | 4 de abril de 2025     | 382       |
| 2024 | Terra e Paixão          | 3 de junho de 2024      | 1 de agosto de 2025    | 300       |
| 2025 | O Outro Lado do Paraíso | 2 de janeiro de 2025    | —                      | —         |
| 2025 | A Dona do Pedaço        | 7 de julho de 2025      | —                      | —         |
| 2025 | Êta Mundo Melhor!       | —                       | —                      | —         |

## Telenovelas turcas

### Década de 2020
| Ano  | Título            | Estreia               | Final                  | Episódios |
| ---- | ----------------- | --------------------- | ---------------------- | --------- |
| 2024 | Querida Filha     | 15 de julho de 2024   | 4 de novembro de 2024  | 79        |
| 2024 | Pobre Menino Rico | 7 de outubro de 2024  | 3 de fevereiro de 2025 | 79        |
| 2024 | Amor Valente      | 9 de dezembro de 2024 | 24 de abril de 2025    | 95        |
| 2025 | Mãe               | 24 de março de 2025   | —                      | —         |
| 2025 | Amor Eterno       | 19 de maio de 2025    | —                      | —         |
| 2025 | Força de Mulher   | 2025                  | —                      | —         |

## Telenovelas de outros países
| Ano  | Título            | Estreia               | Final               | Episódios | País original |
| ---- | ----------------- | --------------------- | ------------------- | --------- | ------------- |
| 1994 | Mulher Proibida   | 10 de outubro de 1994 | 10 de março de 1995 | 110       | Venezuela     |
| 1995 | Por Amar-te Tanto | 1995                  | 1995                | —         | Venezuela     |
| 2009 | O Mundo de Patty  | 22 de junho de 2009   | 2010                | 302       | Argentina     |
| 2012 | Dance!            | 1 de dezembro de 2012 | 2013                | 80        | Uruguai       |
| 2015 | Violetta          | 10 de janeiro de 2015 | 22 de maio de 2016  | 240       | Argentina     |